# Édifice de l'École-Britannique-et-Canadienne-de-Montréal
L'Édifice de l'École-Britannique-et-Canadienne-de-Montréal ou Édifice des Nouilles Wing Ltée est un immeuble patrimonial, ancienne école anglophone et manufacture d'aliments chinois au coeur du quartier chinois dans la ville de Montréal, Québec,.
L'édifice est construit entre 1826 et 1827 par l'entrepreneur John Redpath pour la Société d'école britannique et canadienne. Il est conçu par l'architecte James O'Donnell, qui conçoit également la basilique Notre-Dame de Montréal.

## Manufacture
Dans la plus ancienne manufacture du Quartier chinois de Montréal toujours active, la famille Lee produit des aliments chinois depuis plus de 75 ans. Ils s'installent en 1965 dans l’immeuble de l’ancienne British and Canadian School, puis annexent en 1970 l’ancienne manufacture de cigares S. Davis & Sons, construite en 1884.